# Бушати, Малик
Малик бей Бушати (8 февраля 1880, Шкодер — 15 февраля 1946, Тирана) — албанский политический и государственный деятель, 15-й премьер-министр Албании (1943).

## Биография
Его отец служил офицером полиции в Салониках.
В 1909—1910 годах обучался в стамбульском Роберт-колледже, где познакомился с Ахметом Зогу. В те же годы стал активистом албанского национального движения. В 1912 году вернулся на родину. Вместе с Хиле Моси и Ризой Дани в 1914 году основал политическую организацию «Национальная лига» (Lidhja Kombëtare).
В 1919—1920 годах сотрудничал с Сали Нивицей, редактировал журнал «Народ» (Populli). В 1921—1923 и 1932—1936 годах избирался в албанский парламент.
Член, с 1943 года — заместитель председателя, затем лидер Албанской фашистской партии.
В 1939 году после итальянского вторжения в Албанию Бушати поддержал оккупацию и был назначен министром внутренних дел в правительстве Шефкета Верладжи, позже — министром юстиции Албании. Принял участие в создании албанских подразделений полиции и жандармерии, функционировавших под итальянским командованием.
В феврале 1943 года стала главой правительства Албании, но уже в мае того же года, в результате конфликта с итальянскими оккупационными властями правительство ушло в отставку.
После войны М. Бушати скрывался в своём родном городе Шкодере. 3 декабря 1945 года был арестован коммунистическими властями и приговорён военным судом 14 января 1946 года к смертной казни за сотрудничество с оккупационными властями вместе с другими участниками Регентского совета Лефом Носи и Антоном Харапи. Генеральный прокурор приказал приговор привести в исполнение и конфисковать всё имущество осуждённых. М. Бушати был расстрелян 15 февраля 1946 года около стен городского кладбища в Тиране и похоронен в неизвестной могиле.